# Amtqeli
Amtqeli (georgiska: ამტყელი) är ett vattendrag i Georgien. Det ligger i den autonoma republiken Abchazien, i den nordvästra delen av landet. Amtqeli rinner upp i Tjchaltabergen, passerar genom Amtqelisjön och mynnar som högerbiflod i Kodori. 